# Jany Clair
Jany Clair, née Jany Guillaume le 12 septembre 1936 à Lille, est une actrice française.

## Biographie
Jany Clair a effectué une partie de sa brève carrière en Italie au début des années 1960 : elle a le rôle principal notamment dans Maciste contre les hommes de pierre en compagnie d'Alan Steel.
Olivier Barrot présente l'actrice comme « la vénéneuse compagne du réalisateur Raoul André ».

## Filmographie partielle
- 1958 : Rafles sur la ville de Pierre Chenal
- 1958 : Montparnasse 19 de Jacques Becker
- 1959 : Bal de nuit, de Maurice Cloche
- 1959 : Le travail c'est la liberté de Louis Grospierre
- 1960 : Pierrot la tendresse de François Villiers
- 1960 : Les Nuits de Raspoutine de Pierre Chenal
- 1960 : Touchez pas aux blondes de Maurice Cloche
- 1962 : Le Retour du fils du cheik (Il figlio dello sceicco) de Mario Costa
- 1962 : Les Derniers Jours d'Herculanum (Anno 79 - La distruzione di Ercolano) de Gianfranco Parolini
- 1962 : Le Petit Garçon de l'ascenseur de Pierre Granier-Deferre
- 1964 : Coplan, agent secret FX 18 de Maurice Cloche
- 1964 : Maciste contre les hommes de pierre (Maciste e la regina di Samar) de Giacomo Gentilomo
- 1964 : Arizona Bill (La strada per Fort Alamo) de Mario Bava
- 1965 : Les Mordus de Paris de Pierre Armand
- 1965 : Ces dames s'en mêlent de Raoul André
- 1965 : Mission spéciale à Caracas de Raoul André
- 1965 : Coplan FX 18 casse tout (Agente 777 missione Summergame) de Riccardo Freda

## Doublage
Uniquement des films distribues par Le comptoir français du film (Robert de Nesle)
- 1958 : Le Pirate de l'épervier noir : Elena de Monteforte (Mijanou Bardot )
- 1959 : La Vengeance d'Hercule : Tea (Federica Ranchi )
- 1959 : Les temps sont durs pour les vampires : Liliane (Antje Geerk  )
- 1960 : Le Colosse de Rhodes : Diala  (Lea Massari)
- 1960 : Les Légions de Cléopâtre : Marianné (María Mahor)
- 1960 : Robin des Bois et les Pirates : Kareen Blain (Jackie Lane)
- 1961 : Hercule à la conquête de l'Atlantide  : Ismene (Laura Altan)
- 1961 : Hercule contre les vampires  : Dejanira (Leonora Ruffo)
- 1961 : Par le fer et par le feu : Elena (Jeanne Crain)
- 1961 : Le Géant de Métropolis : Mécedée (Bella Cortez)
- 1962 : Cléopâtre, une reine pour César : Rabis (Aurora de Alba )
- 1962 : Hercule se déchaîne : Daria (Brigitte Corey)
- 1962 : Le Tigre des mers : Anna de Cordoba (Grazia Maria Spina)
- 1963 : La porteuse de pain : Amanda (José Greci)
- 1964 : Ursus l'invincible : Demora(Rosalba Neri)